# ヒメマス
ヒメマス（姫鱒、Oncorhynchus nerka）は、サケ目サケ科の淡水魚の一種で、湖沼残留型（陸封型）のものを指す（降海型のものはベニザケという）。1904年（明治37年）、北海道庁水産課の職員により命名された。アイヌ語での名称は、「薄い魚」を意味するカパチェㇷ゚ (kapar‐cep)。北海道では本種をチップとも呼ぶが、語源はアイヌ語で「魚」を意味するチェㇷ゚ (cep) が訛ったものである。

## 分布
自然分布はアメリカ合衆国、カナダ、カムチャツカ半島、北海道の阿寒湖とチミケップ湖を原産とする。ニュージーランドには、移植により定着した。

### 移植と放流
日本での養殖は、1893年（明治26年）に北海道職員の村信吉が阿寒湖に注ぎ込む河川のひとつ・シリコマベツ（シュリコマベツ）川で採集した発眼卵を千歳の孵化場へ輸送し行ったのが最初とされている。日本での移植は1894年（明治27年）の阿寒湖から支笏湖への移植が最初の例で、移植成功後には支笏湖が種卵供給湖として重要な位置を占めたが、稚魚期の耐酸性が低いため、pH4程度の酸性の強い（pHの低い）水域への移植には失敗している。
また、十和田湖（1902年）への本種の移植には和井内貞行が尽力した。1906年支笏湖から栃木県の中禅寺湖（1906年）、神奈川県の芦ノ湖、山梨県の西湖と本栖湖、長野県の青木湖などに移入され生息している。

## 形態と生態
貧栄養状態の10℃から13℃程度の低温を好む。全長は栄養状態と水温で変わるが1年目に16cm程度まで、性成熟する頃には最大で50cm前後まで成長する。餌は動物プランクトンのボスミナ類、ミジンコ類やユスリカ幼虫、ワカサギなどの小魚。ただし、ヒメマスが棲息する湖へワカサギを放流した場合には餌の競合を起こし、ヒメマス資源が減少する傾向があるほか、他のサケ科魚類を放流した場合にはサケ科魚類に食害され、ヒメマス増殖が妨げられることもある。
ベニザケと同様に孵化後3年から5年程度で成熟し、9月下旬から11月上旬にかけて湖岸や流入河川の砂礫に産卵する。中禅寺湖、洞爺湖のヒメマス1年魚は降海型ベニザケと同様にスモルト化し、海水適応能は5月に最も高まるが、実際に降海するのは6月から7月に最も活発で、降海個体の平均体長は15cmから18cm程度。ただし、成熟までの期間は栄養状態により変動し、9年の例もある。

## 利用

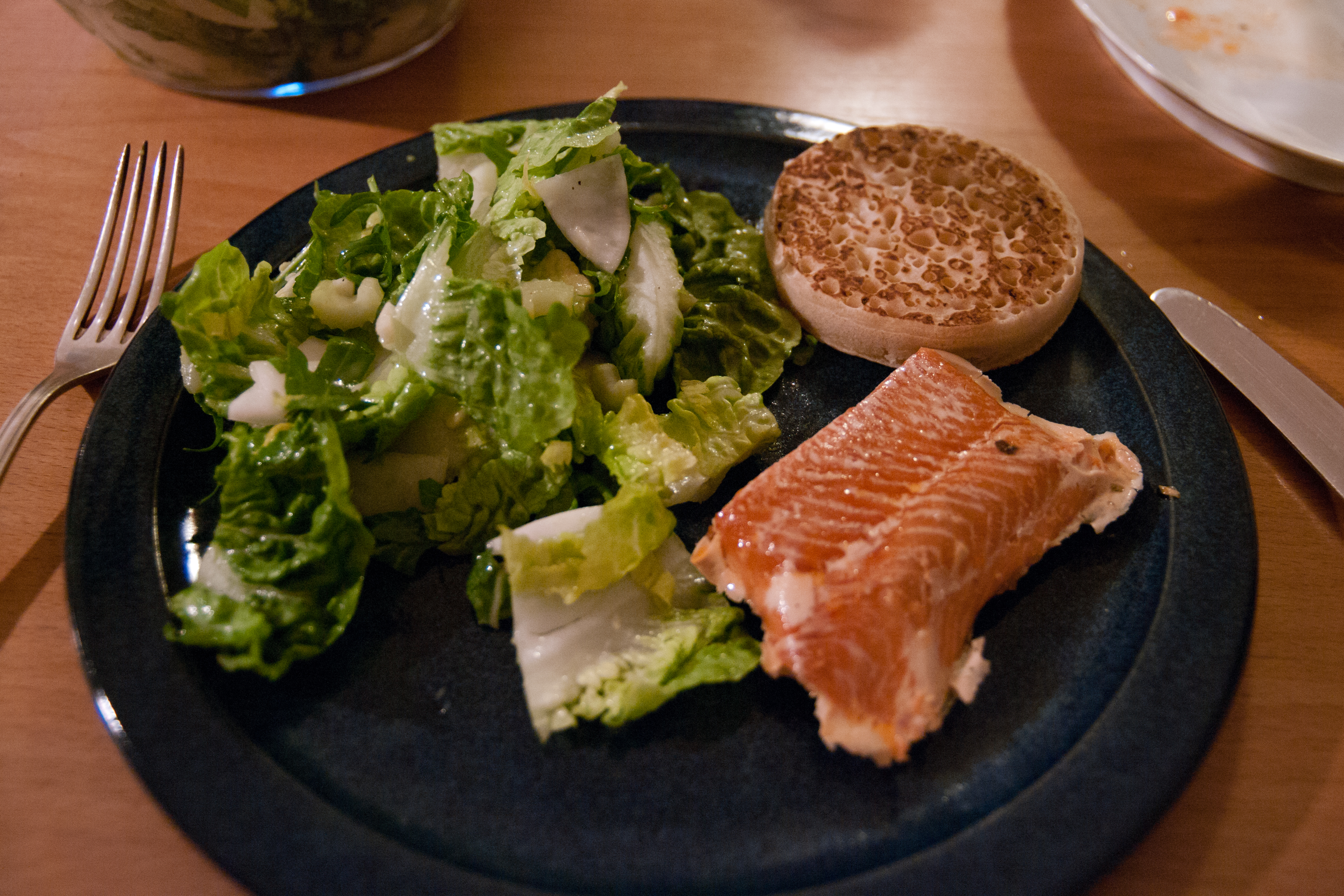
調理されたヒメマスの燻製

魚肉は紅色で非常に美味。マス・サケ類で一番美味とも言われているが、鮮度落ちが早いとされる。他のサケ科魚類と同様に塩焼きや刺身、フライにして食べられる。また、甘露煮や燻製にもされる。

### 漁業

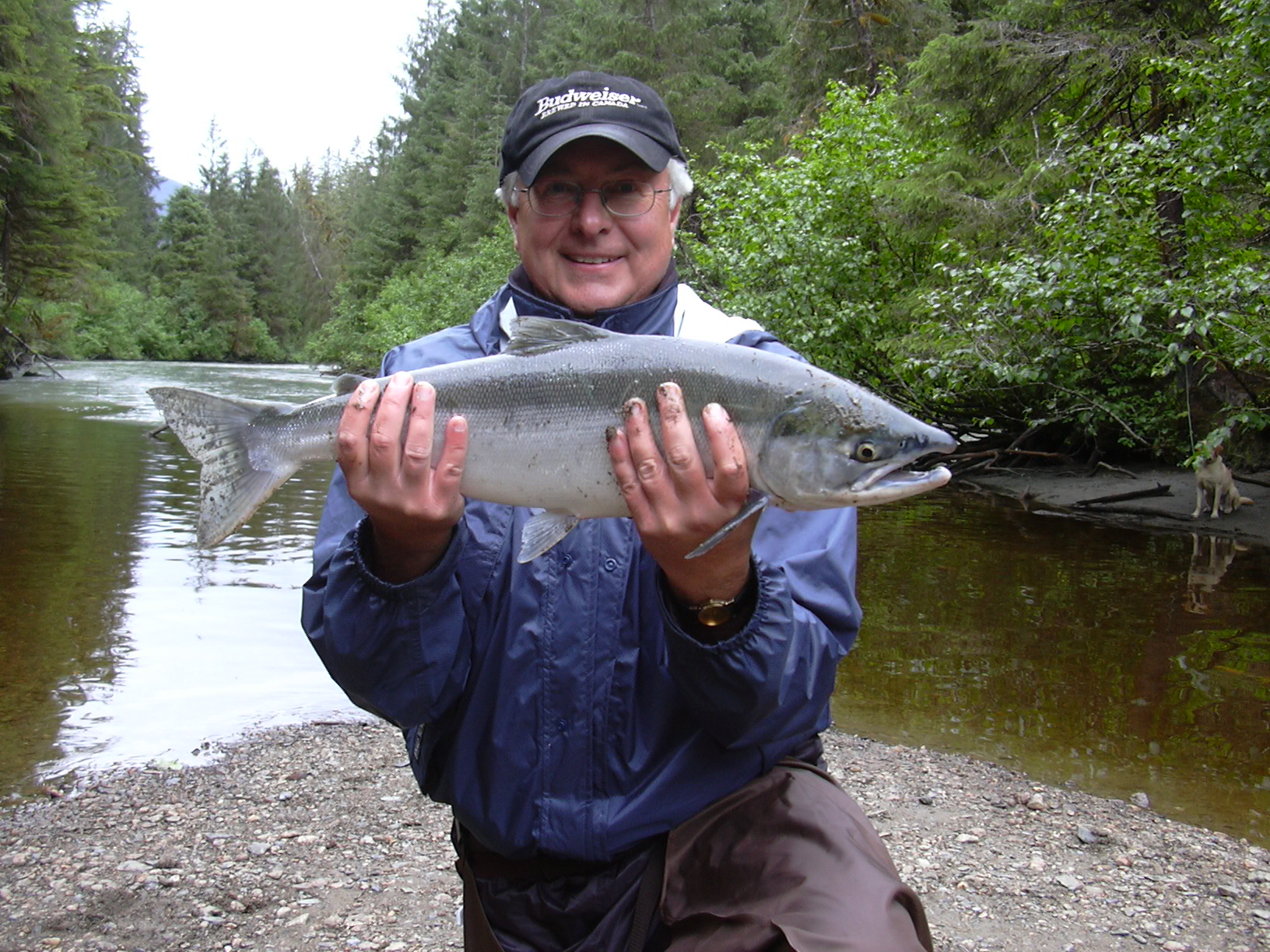
ヒメマスは釣りの対象として人気がある。

生息する各湖で餌釣りを行うことができる。エサはサシ（ハエの幼虫）等。また、ヒメマス独特の仕掛けを使ったヒメトロなどのレイクトローリングで狙うこともできる。生息する各湖では漁業協同組合による遊漁期間や捕獲上限が設定されていることが多く、それ以外の期間に漁を行うことや産卵のために遡上した個体の採取・漁獲を禁じている。ルアーやフライでも釣ることができる。

## 自治体の魚
- 市の魚
  - 千歳市（1996年11月1日制定）[13]
  - 日光市（2005年10月31日制定）[14]

## 保全状態評価
- LEAST CONCERN (IUCN Red List Ver. 3.1 (2001))
- 絶滅危惧IA類 (CR)（環境省レッドリスト）

## 近縁種
近縁種として、西湖に生息しているクニマス (Onchorhynchus nerka kawamurae) がいる。本来の原産地であった秋田県の田沢湖では太平洋戦争の開戦前、発電所建造のために強酸性の玉川の水を引き込んだことで絶滅したが、それ以前に西湖に移入された受精卵から孵化した稚魚の末裔が西湖に生息している。ただし、西湖で生存している種は長らく「ヒメマスの黒い変種」程度にしか認識されていなかったため、西湖での生存が公式に確認されたのは2010年（平成22年）のことで、それまでの約70年間、クニマスは地球上から絶滅したものと考えられていた。

## ギャラリー

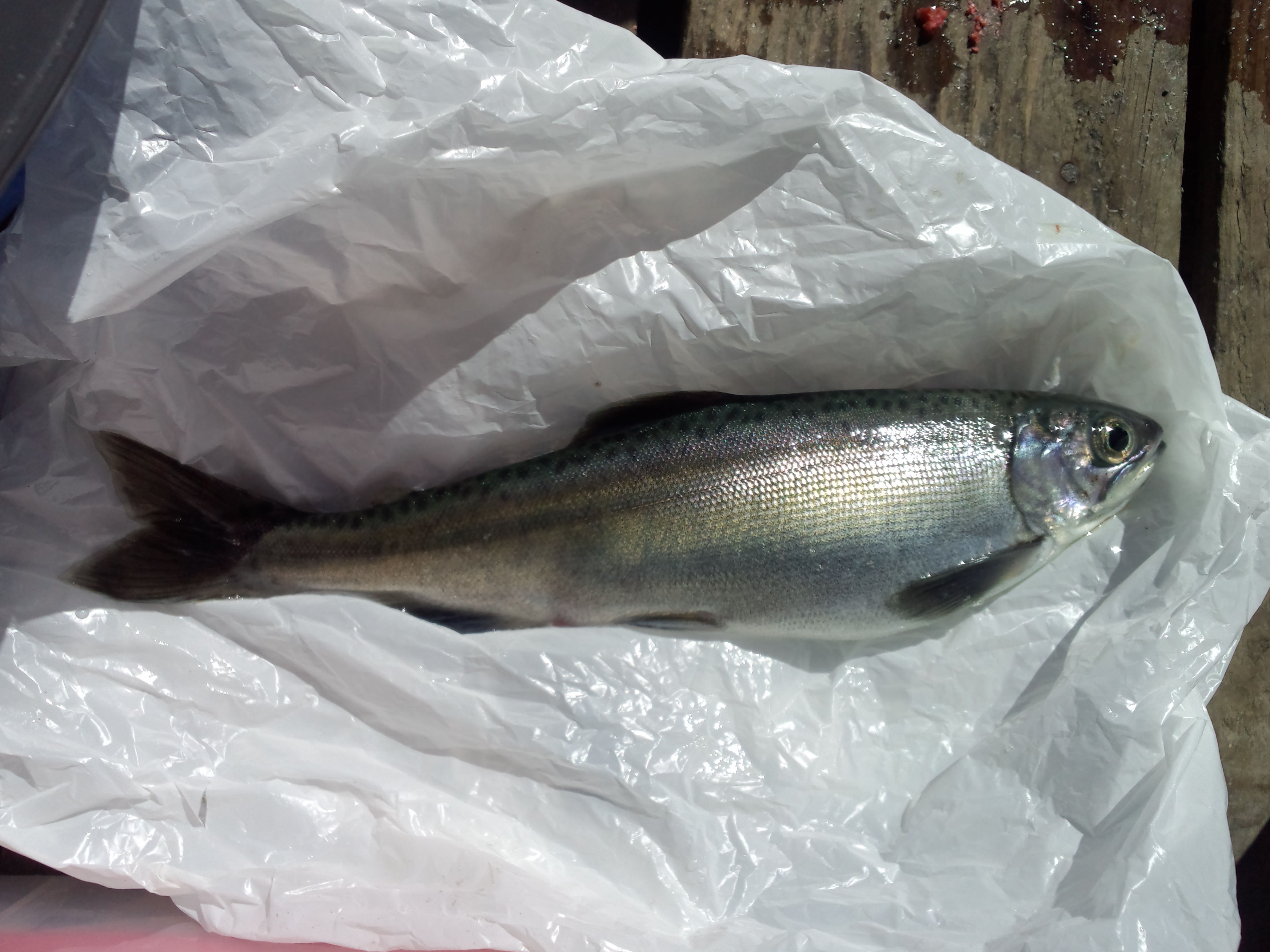
本栖湖のヒメマス（抱卵個体）
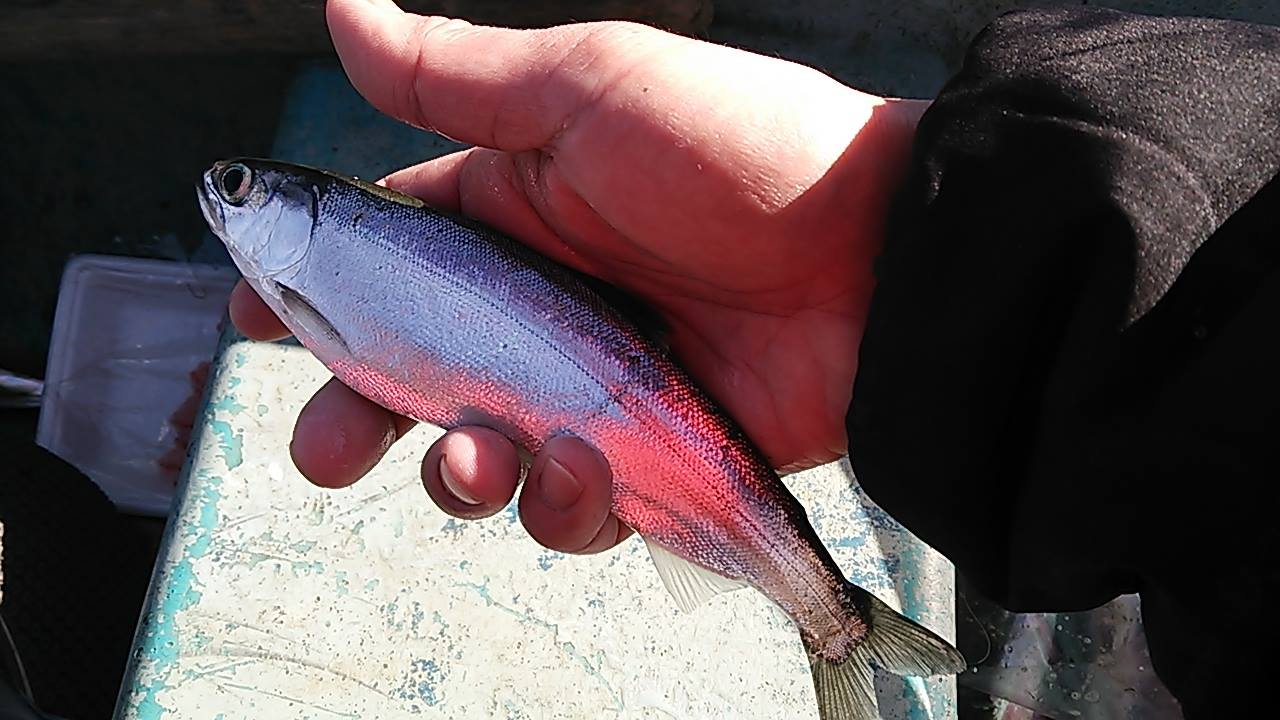
西湖のヒメマス
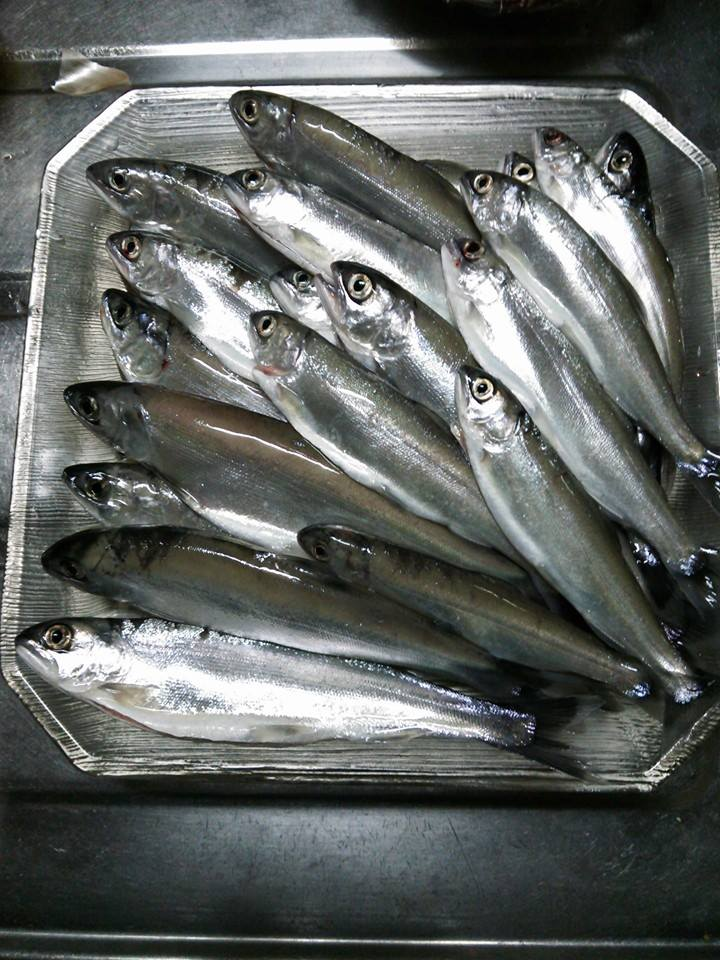
ヒメマス